# タイサンボク
タイサンボク（泰山木・大山木、学名: Magnolia grandiflora）は、モクレン科モクレン属に属する常緑高木の1種である。別名で、ダイサンボク、ハクレンボクともよばれる。ときに高さ20メートルになる大木であり、白い9枚の花被片からなる大きく碗状の花が上向きに咲く。花の形から「大盞木」（たいさんぼく、盞は「さかずき」）とされ、その後「泰山木」の字が充てられたともされる。北米南東部原産であるが、日本など世界中で広く植栽されている。

## 特徴
常緑性の高木であり、大きなものは高さ20メートル (m) を超える。記録上最大のものは、高さ 37.2 m、幹の直径 1.97 m に達する。枝が横に伸びて、広円錐形の樹形になる（下図1a, b）。枝がよく分枝し、濃緑色の葉に覆われた大木の風格ある樹形になる。樹皮は灰褐色から暗灰色（下図1c）、ほぼ滑らかであるが、老木は不規則に剥がれる。成木の樹皮は小さな皮目が多い。枝には赤色から白色の毛が密生する。葉柄の基部に枝を一周する筋がある。
葉は互生し、葉身は長楕円形、長さ(7.5-)13 - 20(-26) センチメートル (cm)、幅 (4.5-)6 - 10(-12.5) cm、基部はくさび形、先端は尖り、全縁で縁は裏側に反り返り、厚い革質、表面は濃緑色で光沢があり、裏面にはふつう褐色の毛が密生する（下図1d）。葉柄は長さ 2–3 cm。托葉は早落性、4.5-13 × 1.5 - 3.5 cm、裏面に褐色の毛が密生する。春から初夏（花期）にかけて、古い葉が黄色や黄褐色になって落葉する。地上に落ちた葉は褐色になる。
枝の先に冬芽がつき、短毛に覆われた2枚の芽鱗に包まれている。葉芽は無毛（下図1e）。枝先の花芽は丸みがあって大きく、有毛（下図1f）。側芽は小さい。葉痕は半円形で維管束痕が多数つく。
花期は初夏（5–7月頃、品種によっては10月まで）、枝先に直径 15–30(–45) cm の大きな盃形の花が上向きに咲く（下図1g, i）。1個の花は3日間ほど咲く。花被片は広倒卵形、白色、ふつう9枚、萼片と花弁の分化はなく、3枚ずつ3輪につき、内部のものはやや小さい（下図1g, i）。雄しべは多数がらせん状につき、長さ16-29ミリメートル (mm)、花糸は紫色で短い（下図1h）。雌しべは離生心皮、多数がらせん状につき、有毛（下図1h）。雌性先熟であり、雄しべは2日目以降に成熟、しばしば花軸から外れて花被片上に溜まる（下図1i）。花は強い芳香を放ち、匂いの主成分はゲラニオールやβ-オシメン、β-ミルセン、ドデカン酸メチルである。主に甲虫によって花粉媒介される。
果実が熟するのは10–11月、多数の袋果が集まって長さ 8–12 cm の楕円形の集合果を形成する（下図1j, k）。袋果は有毛、2個の種子を含む。種子は楕円形でレンズ状、長さ (9-)12-14 mm、種皮は赤く、白い糸状の珠柄で垂れ下がる（下図1k, l）。染色体数は 2n = 114。

## 分布・生態

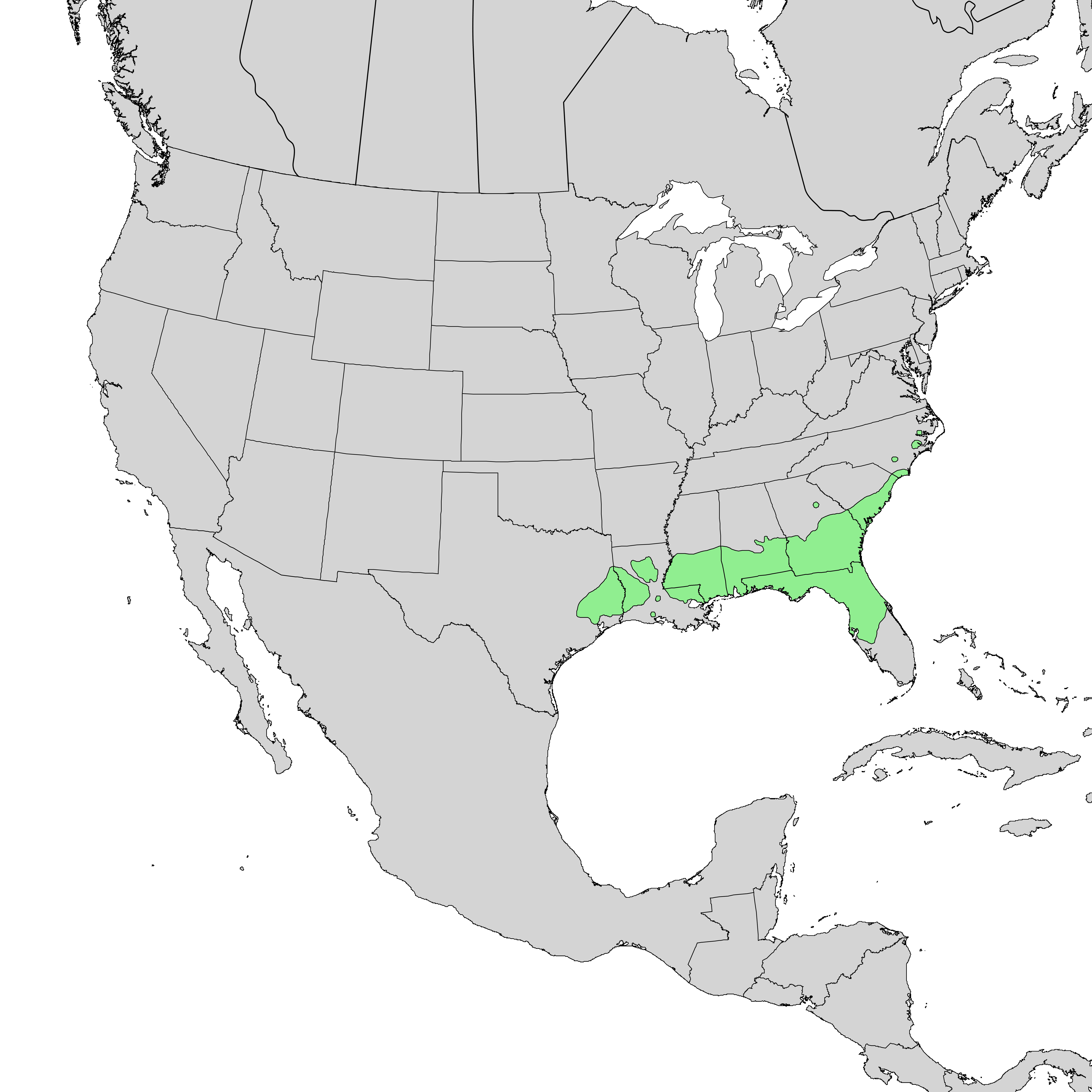
2. タイサンボクの原産地（緑色）

北米南東部（ノースカロライナ州、サウスカロライナ州、ジョージア州、フロリダ州、アラバマ州、ミシシッピ州、アーカンソー州、ルイジアナ州、テキサス州）原産である（右図2）。
世界中で植栽されており、日本では本州の東北南部以南、四国、九州、沖縄で見られる。
タイサンボクは強いアレロパシー（他感作用）を示すことが知られており、他の植物の発芽や成長を抑制するため、タイサンボクの樹冠下では植物が少ないことがある。アレロパシー物質として、コスツノライド（costunolide）とパルテノライド（parthenolide）というセスキテルペンが同定されている。

## 人間との関わり

3a. ミシシッピ州の州旗（2021年以降）

タイサンボクはアメリカ合衆国東南部を象徴する花木とされ、ミシシッピ州とルイジアナ州の州木に指定されている。ミシシッピ州にはタイサンボクが多いため、タイサンボクの州 (Magnolia State) との愛称があり、また2021年からの新しい州旗にも用いられている（下図3a）。このため、タイサンボクは2005年8月末に起こったハリケーン・カトリーナによる被害が甚大であった北米東南部への支持を表すシンボルとなった。例えば2005年9月18日に行われたエミー賞授賞式の司会者であったエレン・デジェネレスは被害が大きかったニューオーリンズ出身であり、襟にタイサンボクの花をつけていた。
世界各地で観賞用に植栽されている。日本へは明治初年に導入され、各地で公園や庭で栽培される。のちに第18代アメリカ大統領になったユリシーズ・グラントが、1879年（明治12年）に来日した際に、婦人が上野公園に記念樹として植えたことから「グラントギョクラン」（グラント玉蘭）という名もある。
放置すると樹高 20 m 以上にもなるが、よく分枝して剪定にも耐える。日なたから半日陰地を好み、水はけがよく肥沃な土壌に根を深く張る。植栽期は3 - 4月とされるが、移植を嫌う性質があるため、十分な根まわしが必要となる。施肥は初夏の開花前、秋、冬に緩効性化成肥料を施す。ふつう剪定はしないが、行う場合は開花後の早い時期がよいとされる。病虫害は比較的少ないが、カイガラムシやカミキリムシによる被害がある。
さまざまな園芸品種が作出されており、およそ150品種が名付けられ、そのうち30–40品種が現存する（2011年現在）。下記にその一部を記す。
- ‘Bracken Brown Beauty’（右図3b）… 耐寒性が高い。葉表面は光沢が強く波打ち、裏面は褐色。
- ‘Claudia Wannamaker’ … 大きくなる。
- ‘Edith Bogue’ … 寒さや雪に非常に強い。
- ‘Exmouth’（ホソバタイサンボク） … 葉が細く（10–25 × 4–8 cm）、波状にはならず、葉裏の毛は脱落して最終的に毛は少ない。若木のうちから開花する。タイサンボクの1変種（M. grandiflora ver. lanceolata）として扱われることがあるが[23]、2021年現在では、分類学的には分けられないことが多い[1][8][20]。
- ‘Hasse’ … 樹形は狭円錐形から円筒形。葉表は光沢があり暗緑色、葉裏は褐色。移植や殖すのが難しい。
- ‘Kay Parris’（右図3c）… ‘Little Gem’に似るが大型。おそらく‘Bracken Brown Beauty’と‘Little Gem’の交雑品種。
- ‘Little Gem’（右図3d）… 大きくならず、樹形は細い円柱形、庭植えに適した品種。葉はやや小さく表は光沢がある濃い緑色、裏は褐色。花はやや小さい。
- ‘Mgtig’（Greenback） … 葉の表面は暗緑色で光をよく反射し、裏面の褐色毛は脱落して無毛になる。
- ‘Saint Mary’ … 1905年頃に作出された。若木のうちから開花する。
- ‘Southern Charm’ … やや小型。葉は波打ち密につき、表は光沢があり暗緑色、裏は褐色。
- ‘TMGH’（Alta） … ‘Hasse’ に似るが、根が発達しており移植ができる。
- ‘Victoria’ … 耐寒性が強い。葉表は光沢があり暗緑色、葉裏は褐色。

タイサンボクの花言葉を「前途洋々」、「威厳」とする文献がある。
つぼみや葉が薬用とされることがある。また原産地の先住民であるチョクトー族やコウシャッタ族は、タイサンボクの樹皮を生薬としていた。

## 分類

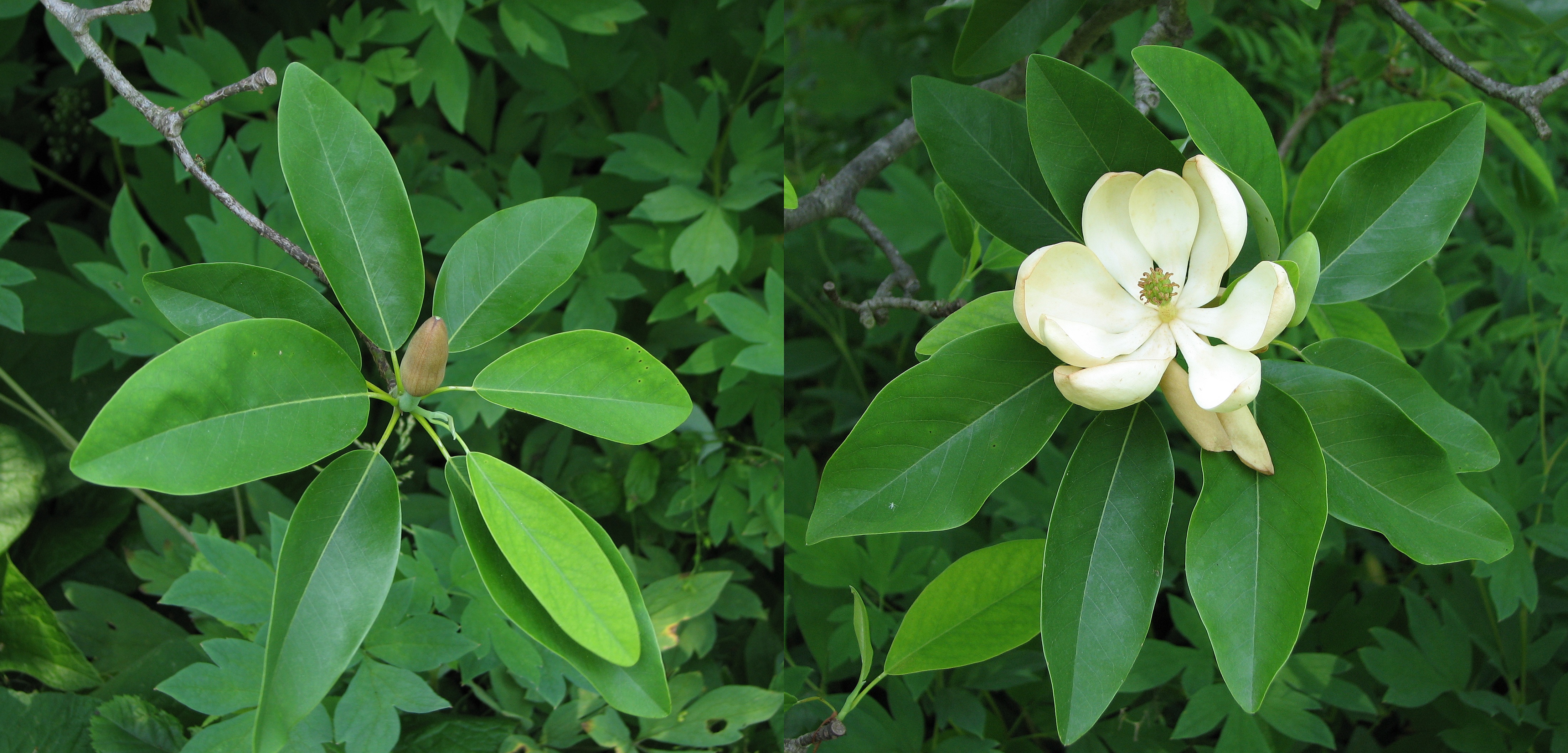
4. ヒメタイサンボク

類似種に、ヒメタイサンボク（学名：Magnolia virginiana）がある（右図4）。半常緑の小高木から低木であり、葉身は楕円形で 6-22 × 2.6-7 cm、裏面は灰白色、花は直径 5-8 cm、染色体数は 2n = 38。分布域はタイサンボクより広く、北米東部から東南部、キューバに分布し、また世界各地で観賞用に植栽されている。ヒメタイサンボクはモクレン属のタイプ種である。